# Бе Ен Пе Париба Оупън 2015
Бе Ен Пе Париба Оупън 2015 е турнир, провеждащ се в американския град Индиън Уелс, Калифорния от 9 до 22 март 2015 г. Това е 40-ото издание от ATP Тур и 27-ото от WTA Тур. Турнирът е част от сериите Мастърс на ATP Световен Тур 2015 и категория Задължителни висши на WTA Тур 2015.

## Сингъл мъже
- Новак Джокович побеждава  Роджър Федерер с резултат 6–3, 6–7(5–7), 6–2.

## Сингъл жени
- Симона Халеп побеждава  Йелена Янкович с резултат 2–6, 7–5, 6–4.

## Двойки мъже
- Вашек Поспишил /  Джак Сок побеждават  Симоне Болели /  Фабио Фонини с резултат 6–4, 6–7(3–7), [10–7].

## Двойки жени
- Мартина Хингис /  Саня Мирза побеждават  Екатерина Макарова /  Елена Веснина с резултат 6–3, 6–4.